# 고래자리 79

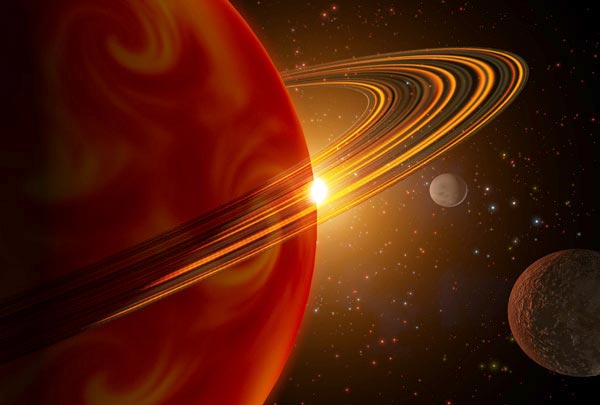

고래자리 79 또는 HD 16141은 고래자리 방향으로 지구에서 약 117 광년 떨어진 곳에 있는 황색 준거성이다. 항성 진화 단계에서 이 별은 중심핵에서 수소 핵융합 작용을 멈췄는데, 이를 통해 고래자리 79의 나이는 태양의 46억 살보다 더 많을 것으로 추측할 수 있다. 고래자리 79의 외포층은 확장될 것이며 온도는 내려가서, 적색 거성으로 진화할 것이다. 현재 고래자리 79의 밝기는 태양의 약 2배에 이른다.
2000년 기준으로 고래자리 79 주위를 도는 외계 행성 고래자리 79 b가 발견되어 있다.

## 같이 보기
- 고래자리 81
- 고래자리 94
- 확인되지 않은 외계 행성 목록

## 참고 문헌
- Marcy;  외. (2000). “Sub-Saturn Planetary Candidates of HD 16141 and HD 46375”. 《The Astrophysical Journal》 536 (1): L43–L46. doi:10.1086/312723.[깨진 링크(과거 내용 찾기)]